# Europiu
Europiu (simbol Eu) este elementul chimic cu numărul atomic 63. A fost descoperit de Eugène-Anatole Demarçay în 1901. 

## Caracteristici
- Masa atomică: 151,965 g/mol
- Densitatea la 20 °C: 5,25 g/cm³
- Punctul de topire: 822 °C
- Punctul de fierbere: 1597 °C